# پیسگاه فورست (کارولینای شمالی)
پیسگاه فورست (به انگلیسی: Pisgah Forest) یک منطقهٔ مسکونی در ایالات متحده آمریکا است که در شهرستان ترانسیلوانیا، کارولینای شمالی واقع شده‌است. پیسگاه فورست ۶۴۰٫۰۹ متر بالاتر از سطح دریا واقع شده‌است.